# Drukkernénik
A Drukkernénik (eredeti cím: 80 for Brady) 2023-ban bemutatott amerikai sport filmvígjáték, amely elsőfilmes rendezőként Kyle Marvin rendezett. A forgatókönyvet Sarah Haskins és Emily Halpern írta az egykori NFL-irányító, Tom Brady produceri közreműködésével. A főbb szerepekben Lily Tomlin, Jane Fonda, Rita Moreno és Sally Field látható.
Az Amerikai Egyesült Államokban 2023. február 3-án jelent meg a Paramount Pictures forgalmazásában. Magyarországon az HBO Max mutatta be 2025. augusztus 15-én. Általánosságban vegyes visszajelzéseket kapott a kritikusoktól, és a 28 milliós költségvetésével szemben világszerte összesen 40,4 millió dolláros bevételt hozott.

## Cselekmény
Négy nyolcvanas éveiben járó barátnő, Lou, Trish, Maura és Betty nagy rajongói a New England Patriotsnak, különösen a csapat sztár irányítójának, Tom Bradynek, akinek 2001-ben, Lou kemoterápiájának sikeres befejezését ünneplő bulin lettek rajongói. 15 évvel később a négy nő ünnepli a Patriots győzelmét a Pittsburgh Steelers felett az AFC bajnokság döntőjében, és terveket szövögetnek a Super Bowlra. A jegyek nagyon drágák, ezért részt vesznek egy nyereményjátékban, amelynek nyereménye ingyenes jegyek a houstoni Super Bowlra, és megosztják történeteiket arról, miért szurkolnak a Patriotsnak. Lou bejelenti barátaiknak, hogy nyertek, és készülnek az utazásra. A repülés napján a többiek Maura lakótársa, Mickey segítségével kiviszik Maurát az idősek otthonából.
Houstonban ellátogatnak az NFL Experience rendezvényre, ahol Betty megnyeri a Guy Fieri által szervezett csirkeszárny-evő versenyt, de elveszíti a jegyeket. Trish találkozik a volt NFL-játékossal, Dan O’Callahannel, és kölcsönös vonzalom alakul ki közöttük, de ám Trish bizonytalan, mert eddig nem volt túl sikeres a szerelmi életben. Dan meghívja őt egy buliba, és a nők úgy döntenek, hogy miután megtudják, elvesztették a jegyeket, elmennek, mert Fieri is ott lesz. A partin a nők kannabiszos ételeket kapnak, amelyek jelentősen megzavarják őket. Maura részt vesz egy pókerpartin, hogy esetleg új jegyeket vásárolhasson, de kiderül, a játék jótékonysági célú; nyereményét jótékonysági célra adományozza fő riválisának, Gugu-nak. Fieri-t nem találják, így mind a négyen visszatérnek a szállodába.
Másnap a nők visszatérnek az NFL Experience-be, de kiderül, hogy bezárták. Ezután az NRG Stadion környékén zajló partikra mennek, ahol megpróbálnak jegyeket vásárolni a jegyüzérektől, de nem tudják kifizetni őket. Trish megtalálja a rádiós műsorvezetőket, akiknél a jegyeket nyerték, és elmondja nekik a helyzetet, de ők össze vannak zavarodva, mert a jegyeket egy másik csoportnak adták. Betty rátalál Fierire a lelátón, és visszaszerzi a jegyeket tartalmazó táskát, de amikor a nők megpróbálnak bejutni a stadionba, a biztonsági őrök felfedik, hogy a jegyek hamisak. Lou bevallja, az interneten vásárolta a „jegyeket” drága áron, mert szerette volna még egyszer jól érezni magát a barátnőivel, mivel attól tartott, hogy a rákja visszatért. A többi asszony vigasztalja, és egyetértenek abban, hogy még ha nem is vehetnek részt a játékban, elégedettek az összes további közös emlékkel. Találkoznak Guguval, aki titokban bejuttatja őket azzal az ürüggyel, hogy tartalék táncosok Lady Gaga szünidei fellépéséhez, hálából Maura előző esti tetteiért.
Találkoznak Dannel, aki meghívja őket a lakosztályába vendégként. Aggódva nézik, ahogy az Atlanta Falcons 28–3-as előnyt épít ki a Patriots ellen, és úgy döntenek, beosonnak a Patriots koordinátorainak standjába. Betty átveszi az irányítást a védelmi koordinátor fejhallgatója felett, és egy olyan hívást kezdeményez, amely a csapat menesztéséhez vezet, míg Lou beszél Bradyvel, és inspiráló üzenetet ad át neki. A négyes visszatér a nézőtérre, és nézi, ahogy Brady a Patriotsot a győzelemhez vezeti. Maura elárulja, visszaszerezte a Lou által hamis jegyekre költött pénzt azzal, hogy a Patriots győzelmére fogadott a páholy tulajdonosával. A nőket a biztonságiak odahívják, elkísérik a Patriots öltözőjébe, és a játékosok megköszönik nekik az elkötelezettségüket.
Három évvel később Trish, Maura, Betty és Lou, Mickey-vel és Lou lányával, Sarával együtt készülnek megnézni Brady első mérkőzését új csapatában, a Tampa Bay Buccaneersben. Kiderül, Lou jó egészségnek örvend. Egy idő után a négy nő Brady-vel együtt egy tengerparton ülve beszélgetnek nyugdíjazásukról.

## Szereplők
| Szerep                   | Színész                | Magyar hang            |
| ------------------------ | ---------------------- | ---------------------- |
| Lou                      | Lily Tomlin            | Kiss Mari              |
| Trish                    | Jane Fonda             | Kovács Nóra            |
| Maura                    | Rita Moreno            | Rátonyi Hajni          |
| Betty                    | Sally Field            | Vándor Éva             |
| Önmaga                   | Tom Brady              | Horváth-Töreki Gergely |
| Gugu                     | Billy Porter           |                        |
| Pat                      | Rob Corddry            | Kapácsy Miklós         |
| Nat                      | Alex Moffat            |                        |
| Önmaga                   | Guy Fieri              |                        |
| Dan                      | Harry Hamlin           | Rosta Sándor           |
| Mark                     | Bob Balaban            | Harsányi Gábor         |
| Mickey                   | Glynn Turman           | Csuha Lajos            |
| Sara                     | Sara Gilbert           |                        |
| Tony                     | Jimmy O. Yang          | Baráth István          |
| Chip                     | Ron Funches            |                        |
| James                    | Matt Lauria            |                        |
| Ida                      | Sally Kirkland         |                        |
| Clark                    | Andy Richter           |                        |
| Erik                     | Gus Kenworthy          |                        |
| Derek                    | Brian Jordan Alvarez   |                        |
| Önmaga                   | Marshawn Lynch         |                        |
| Brisket                  | Patton Oswalt          |                        |
| Önmaga                   | Retta                  |                        |
| csípős csirkeszárnyas nő | Amber Chardae Robinson |                        |

Brady korábbi Patriots-csapattársai, Danny Amendola, Julian Edelman és Rob Gronkowski cameoszerepben tűnnek fel saját magukat alakítva.

### Magyar változat
- Magyar szöveg: Bán Tibor
- Hangmérnök: Büki Marcell
- Vágó: Házi Sándor
- Gyártásvezető: Kablay Luca
- Szinkronrendező: Stern Dániel
- Produkciós vezető: Németh Napsugár

A szinkront az Iyuno Hungary készítette el.

## A film készítése
2022 februárjában jelentették be, hogy Tom Brady – aki akkoriban először vonult vissza futballkarrierjétől – producerként és szereplőként is közreműködik a filmben, amelyet Kyle Marvin rendez és társír. A filmet egy valódi szurkolói csoport, az úgynevezett „Over 80 for Brady” klub inspirálta; az egyik tag unokája vetette fel az ötletet egy filmhez. Lily Tomlin, Jane Fonda, Rita Moreno és Sally Field szintén csatlakoztak a szereplőgárdához. Márciusban Sara Gilbert, Glynn Turman, Bob Balaban, Ron Funches, Jimmy O. Yang és Harry Hamlin is bekerült a stábba. Ugyanebben a hónapban Brady visszavonta döntését a visszavonulásról, bár végül 2023 februárjában végleg nyugdíjba vonult az NFL-ből. Marvin elmondása szerint a bejelentés „számunkra is teljesen új volt, így alkalmazkodnunk kellett hozzá”.
A forgatás 2022 márciusában kezdődött, a produkció pedig adókedvezményt kapott a kaliforniai helyszínen történő felvételekhez. Júniusra befejeződött a forgatás, és Billy Porter, valamint Guy Fieri is csatlakozott a szereplőkhöz. 2022. július 14-re a korábbi Patriots-játékosok, Rob Gronkowski, Danny Amendola és Julian Edelman is bekerültek a filmbe.

## Bemutató
A Drukkernénik című film 2023. február 3-án került a mozikba a Paramount Pictures forgalmazásában. Két nappal a film bemutatója előtt Tom Brady bejelentette, hogy 23 szezon után visszavonul az NFL-ből.

### Médiakiadás
A filmet 2023. március 7-én mutatták be Video on Demand-on keresztül. 2023. május 2-án jelent meg Blu-ray-en és DVD-n a Paramount Home Entertainment forgalmazásában.